# Escuadrilla de Bandas
La Escuadrilla de Bandas es una Unidad de la Fuerza Aérea de Chile que reúne a los músicos militares de la Institución. Está conformada por más de 100 funcionarios activos que forman las diversas agrupaciones musicales que representan a la institución en desfiles y conciertos. Hoy junto a la  Escuadrilla de Alta Acrobacia "Halcones", la Escuadrilla de Paracaidismo "Boinas Azules" y la Escuadrilla de Vuelo sin Motor conforman el Grupo de Presentaciones, unidad encargada de proyectar a la ciudadanía la imagen institucional de la Fuerza Aérea de Chile.

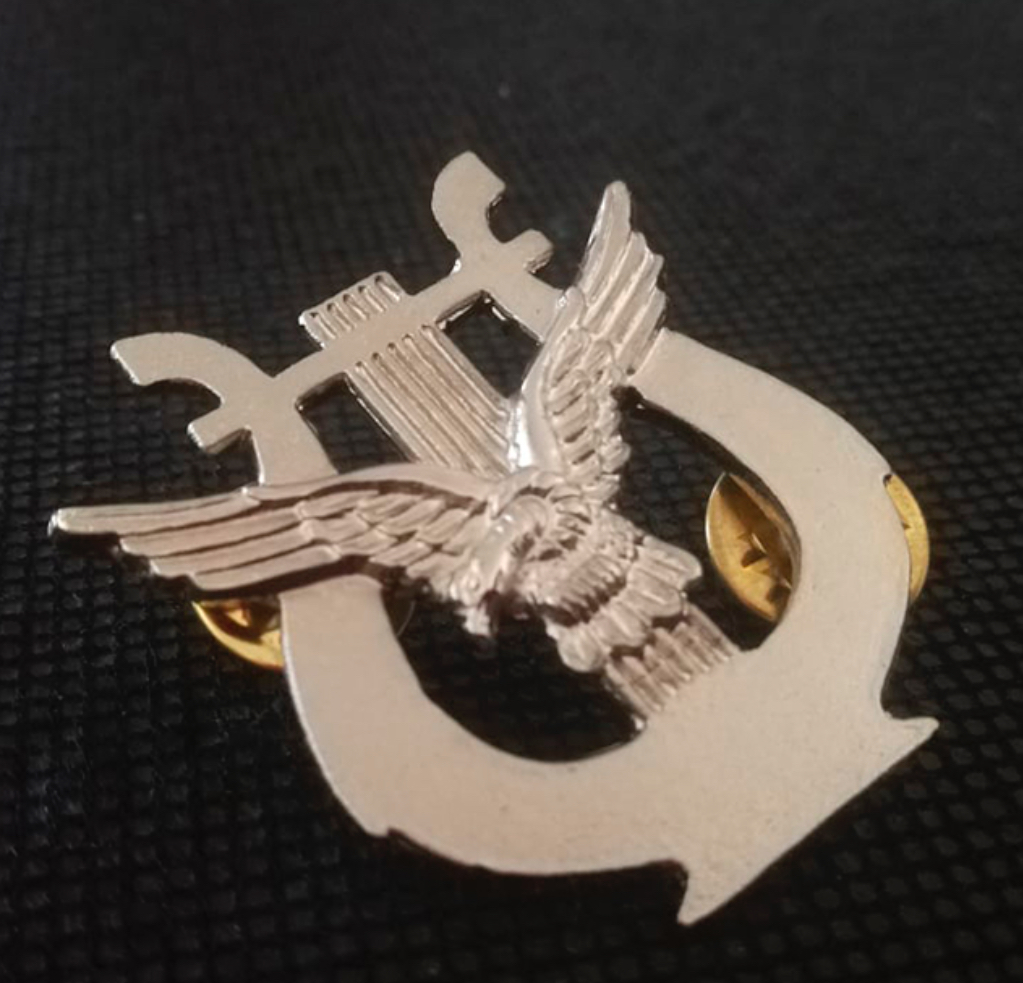
Distintivo Músico Aviador

## Historia
EL SERVICIO DE BANDAS fue creado el 16 de junio de 1934, en el entonces Grupo de Artillería Antiaérea "El Bosque", a solo cuatro años de la creación de la naciente Fuerza Aérea Nacional. La gestión del Comandante de Escuadrilla Osvaldo Puccio Guzmán, comandante de dicha unidad, fue vital para cumplir con el sentido anhelo del personal de la institución, como lo manifiesta en una circular enviada a todas las unidades en donde se pedía hacer un aporte voluntario para adquirir los instrumentos musicales que aún faltaban.  

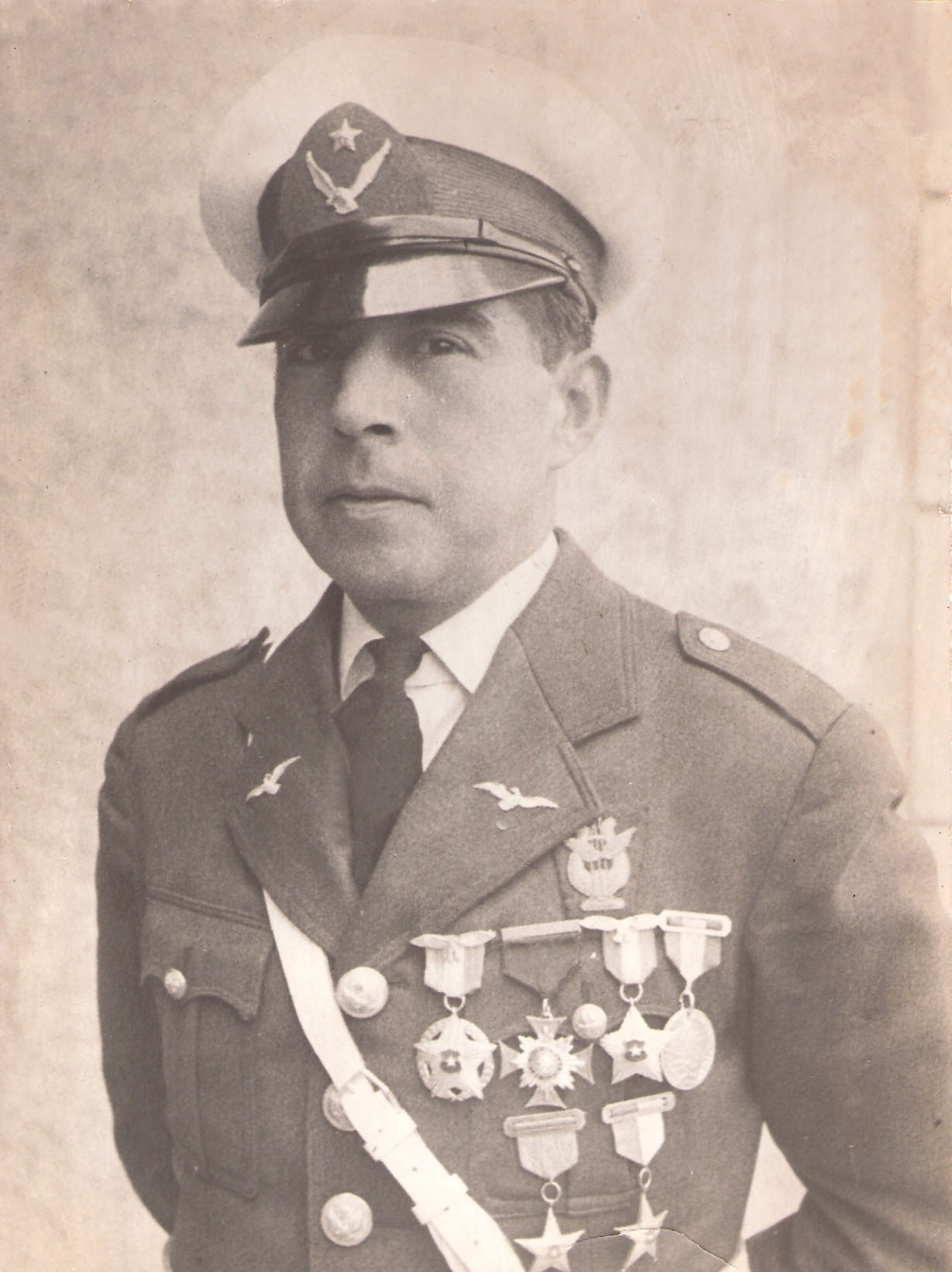
Músico Sargento Primero Enrique Pacheco García.

La Banda Instrumental se inició con tan solo 16 músicos y su primer director fue el Sargento Primero Enrique Pacheco García,  quien luego ocupó el puesto de Capitán del servicio de Bandas. Dentro de sus creaciones musicales para la fuerza aérea tenemos la marcha "Gloria a los Héroes" adaptación de un extracto de la obra "Judas Macabeo" del compositor alemán Georg Friedrich Händel, siendo la marcha de parada de la Escuela de Aviación. Además el capitán Pacheco es  el autor musical del Himno de esta escuela formadora de oficiales aviadores. 

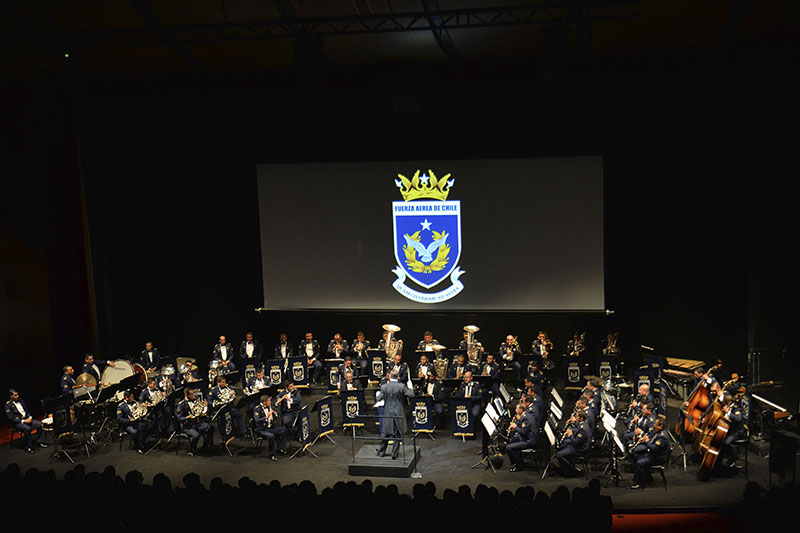
Banda Sinfónica.

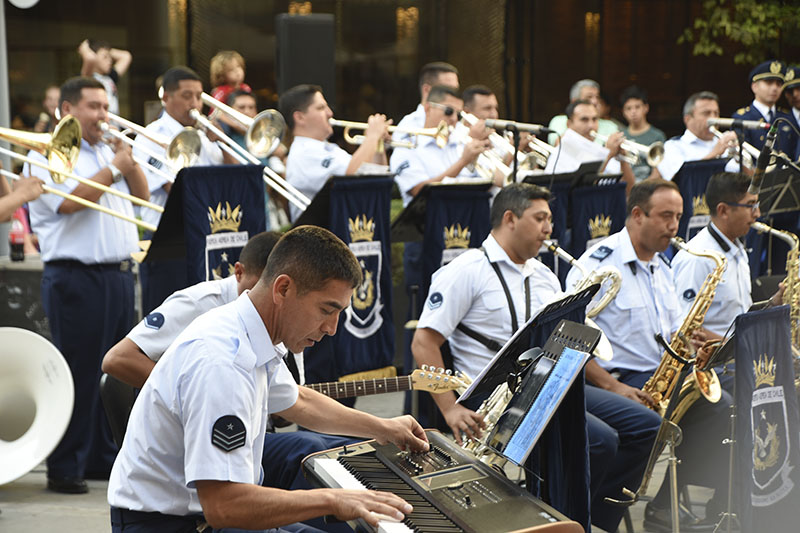
Big Band

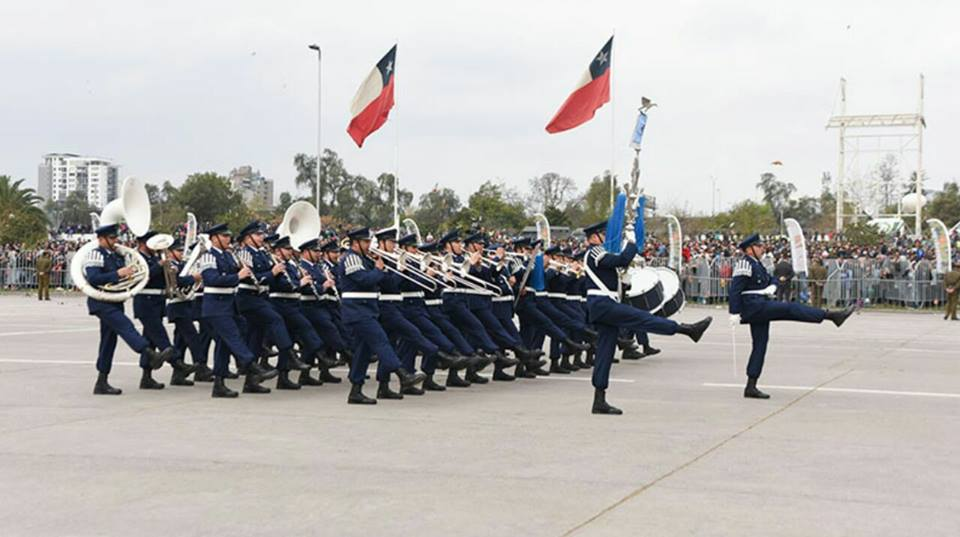
Banda Instrumental.

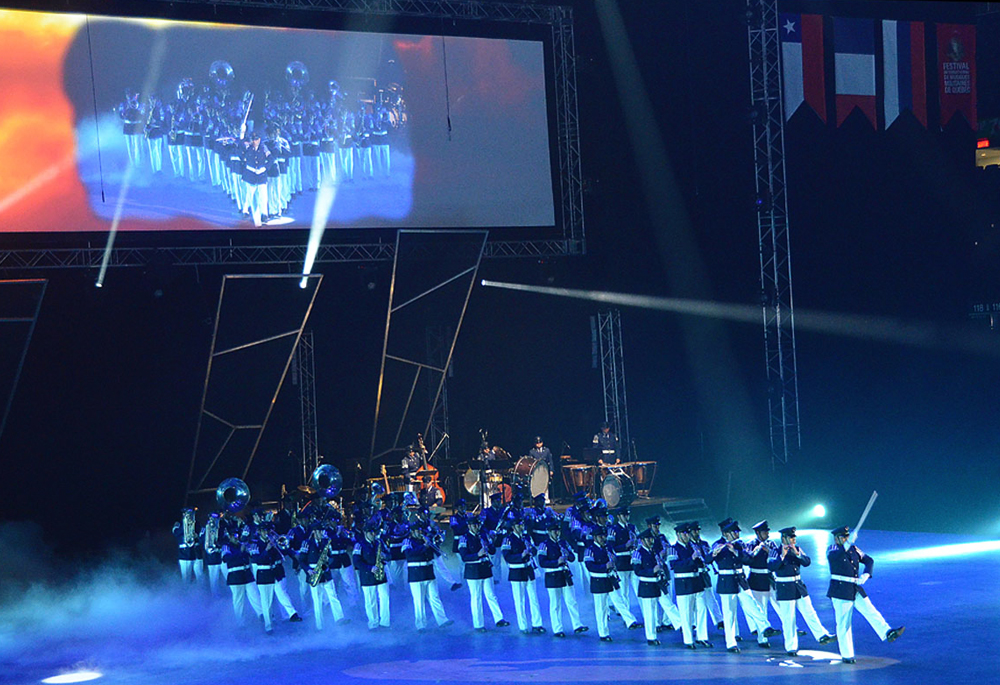
TATTOO

Al margen de las actividades aeronáuticas, el Comodoro Diego Aracena se impuso la tarea de organizar una banda de conciertos propia. Después de prolongadas gestiones, a fines de 1934, basándose en algunos músicos del Grupo de Artillería Antiaérea  y otros elementos contratados especialmente, se logra hacer realidad el primer "Orfeón de la Fuerza Aérea Nacional".

El Orfeón se estrenó públicamente en el kiosco de la plaza de Armas de Santiago el sábado 19 de enero de 1935, contando con la presencia de altas autoridades de gobierno de la época. La Banda interpretó un repertorio especialmente dedicado a los marinos del crucero alemán Karlsruhe que visitaba Chile en esos días. Al término de la presentación, Pacheco el director del Orfeón, recibió las cálidas felicitaciones del Jefe de la Banda del Crucero Alemán. Pacheco comandó el servicio de banda hasta 1949, forjando así las bases para los futuros músicos de aviación.

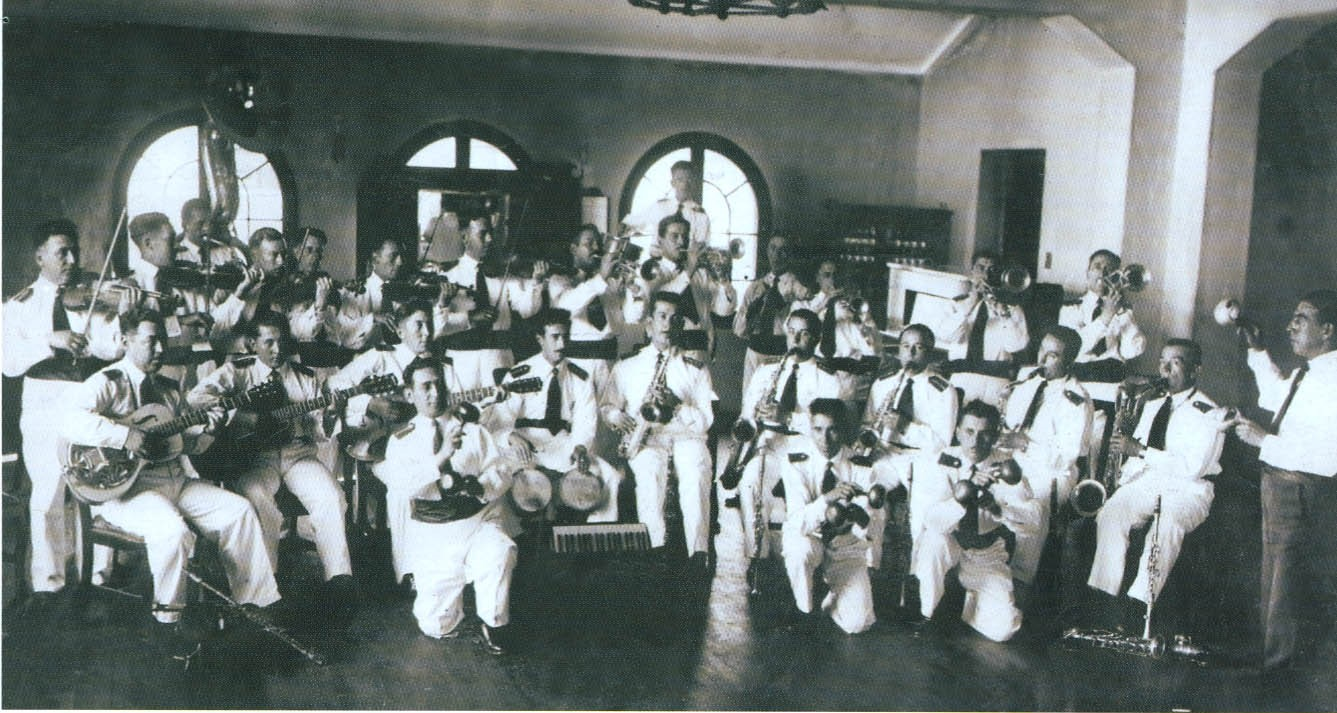
Orfeón de la Fuerza Aérea de Chile, década del 40'

Importantes músicos y directores han pasado por nuestra banda, quienes han hecho aportes significativos en su momento. 
El músico Capitán de bandada Miguel Quinteros Jiménez proveniente del Ejército de Chile quien comandó la unidad entre 1950 y 1952. 
El Oficial de Banda Comandante de Escuadrilla Tito Ledermann Astudillo, reconocido director de orquestas en los 50', quien destacó en la Orquesta Sinfónica de Chile ocupando el cargo de primer violín y también de director. Comandó la unidad entre los años 1952 y 1953. 
El Oficial de Banda Comandante de Escuadrilla  Abelardo Ruiz Díaz quien estuvo a cargo entre los años 1954 y 1956.
En 1957 asume el mando de la unidad y dirección del Orfeón de la Fuerza Aérea de Chile, el Oficial de Banda Capitán de Bandada  Alberto Neira Ladrón de Guevara. Neira destacado músico violinista y concertino de la orquesta sinfónica de Chile es contratado por la institución en 1942 como músico de banda con el grado de Sargento primero. Al llegar al grado de Suboficial Mayor, es propuesto por el alto mando institucional para ser formado en la Escuela de Aviación como oficial. 
Durante su periodo al mando de la unidad fue el creador e impulsor de las giras que se realizaban por el norte y sur del país con los tradicionales "Conciertos de Primavera" con más de 100 músicos sobre los escenarios. Entre el repertorio del Orfeón de la década de los 60' destacaban autores como; Gounod, Beethoven, Strauss y Haendel.

Neira también participó y colaboró en arreglos a distintas piezas musicales, incluyendo himnos de países latinoamericanos. 

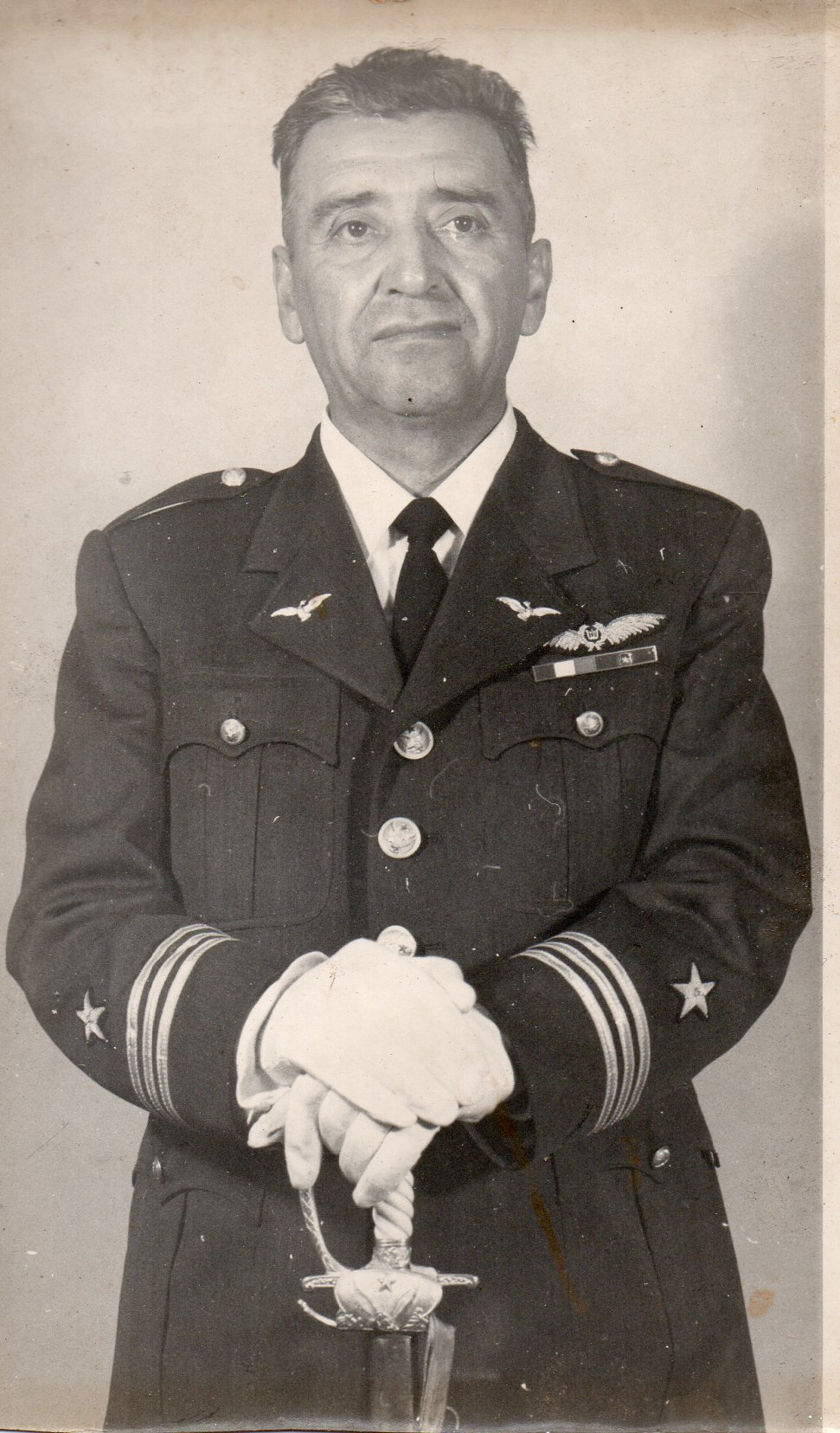
Músico Capitán de Bandada Alberto Neira Ladrón de Guevara

Esta Banda era enormemente aclamada en cada una de las ciudades que visitaba. Sus presentaciones eran maratónicas que incluían desfiles cívico-militar, retretas y conciertos, llegando a reunir cerca de cinco mil personas en las plazas. Fueron cientos los conciertos que dirigió Neira, aportando a la cultura por todos los rincones del país. El capitán Neira estuvo al mando de la unidad hasta 1968 y se retiró de la institución el mismo año. 

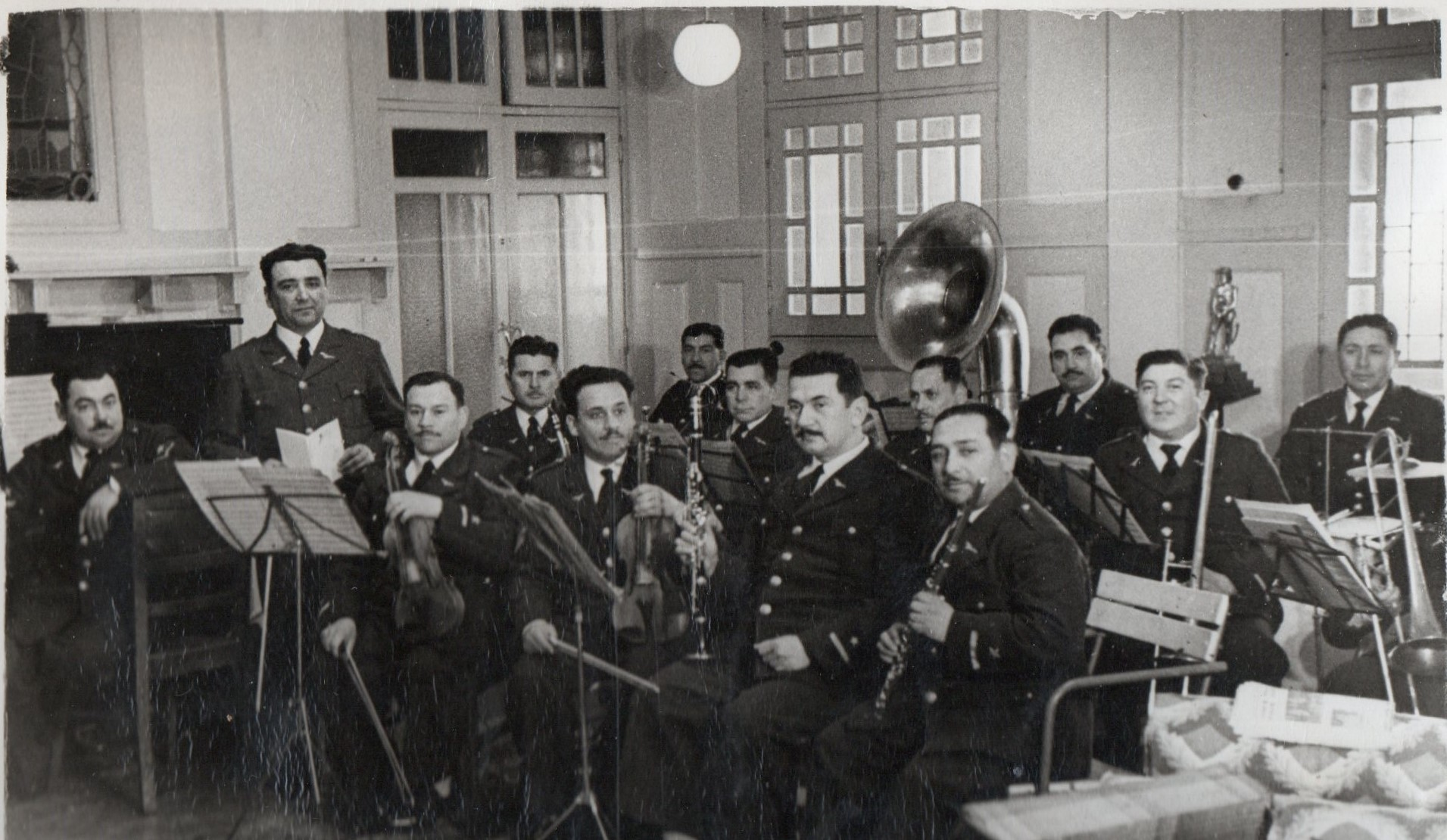
Orfeón de la Fuerza Aérea de Chile, década del 50'.

Paralelo al mando de Neira, en el mes de julio del año 1961, viendo la institución el incremento de las actividades para el servicio de bandas, Neira decide crear "La Banda Instrumental de la Escuela de Especialidades". El comandante de la Banda, asentada en ese entonces en la Escuela de Aviación, designa y destina al músico Sargento segundo Mario Bravo Maulme, como director de esta nueva banda de músicos.

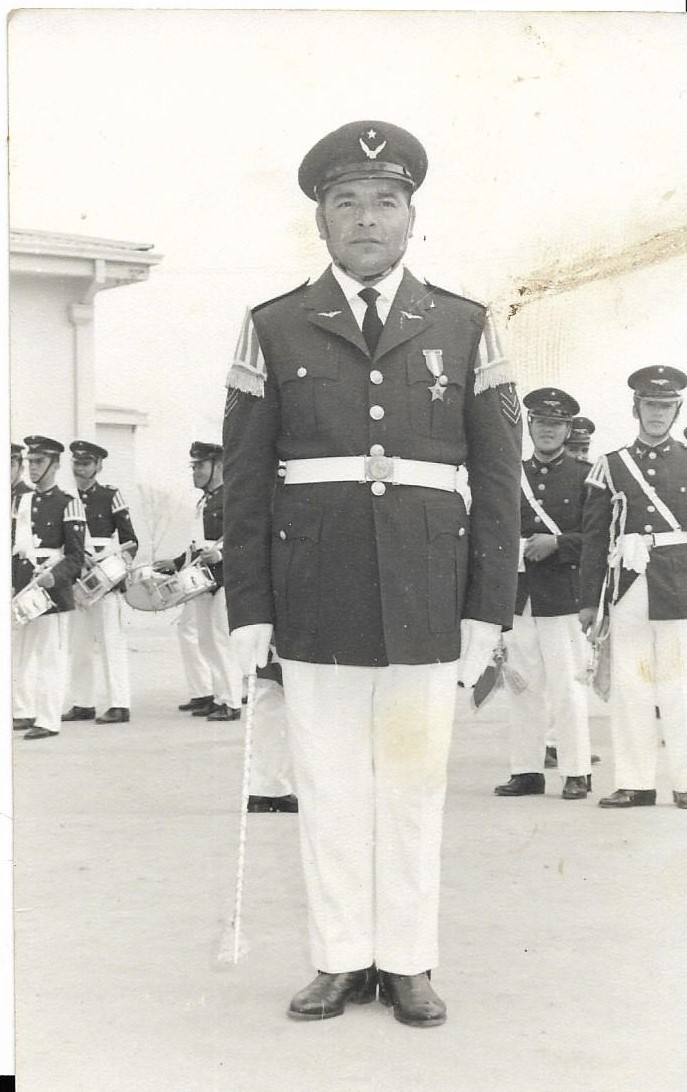
Músico Suboficial Mayor Mario Bravo Maulme, 19 de septiembre de 1963.

Mario Bravo, músico clarinetista, ingreso al Servicio de Bandas el año 1948 con el grado de Soldado Músico. Se desarrolló musicalmente en el Orfeón hasta el año 1961, cuando fue destinado a la Escuela de Especialidades con la misión de dirigir y ser el Jefe de Banda de 40 nuevos músicos. Estos jóvenes instrumentistas ingresaron con el grado de "Soldados Alumnos" en su mayoría con un promedio de edad de 16 años . Ahora la Escuela de Especialidades tendría su propia banda para grandes ceremonias y desfiles.
Uno de los hechos más destacados en la época fue la creación de la "Orquesta Espectáculo de la Escuela de Especialidades". Esta agrupación de música popular estaba formada por 25 músicos y sus presentaciones eran tradicionales en el antiguo teatro el bosque, además participaban con un programa especial en giras junto al Orfeón de la Escuela de Aviación. El Sargento Bravo estuvo a cargo de la Banda de la Escuela de Especialidades y de la Orquesta espectáculo hasta que las bandas de ambas escuelas su unieran en una sola unidad. Bravo alcanzó el grado de Suboficial Mayor y  se acogió a retiro en el año 1976. 

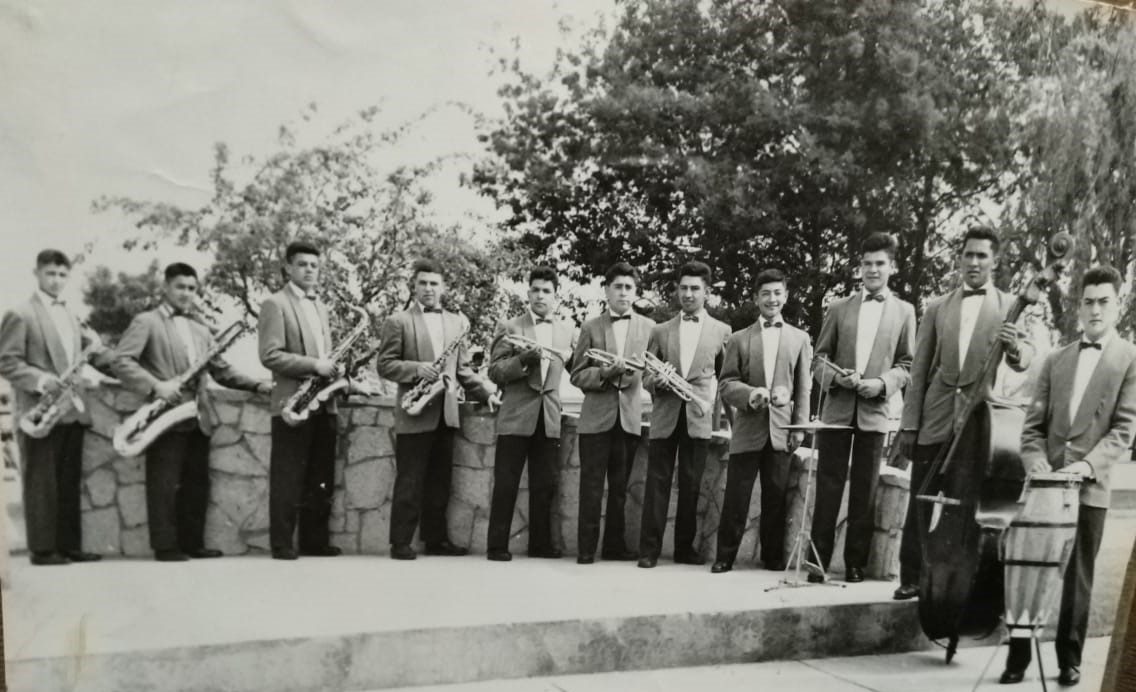
Orquesta Espectáculo de la Escuela de Especialidades, década de 1960

En el año 1969 se llama a concurso a nivel de fuerzas armadas para la vacante de director de la Banda Fach, quedando con el puesto el músico saxofonista Sargento de Ejército Abdón Pizarro Quezada, asumiendo el mando de la unidad como oficial de banda con el grado de Capitán de Bandada. Pizarro fue el gestor para que ambas bandas de las escuelas matrices se unieran en una sola unidad, la "Jefatura de Bandas". El Orfeón ahora tomaba el nombre de "Banda de concierto de la Fuerza Aérea de Chile". Pizarro innovó en cuanto a lo que eran las agrupaciones de música militar incluyendo instrumentos electrónicos como guitarra, bajo, teclados y un coro de niñas que provenían del Liceo 10 de la Cisterna, imitando sonidos como el de la orquesta de Ray Conniff.

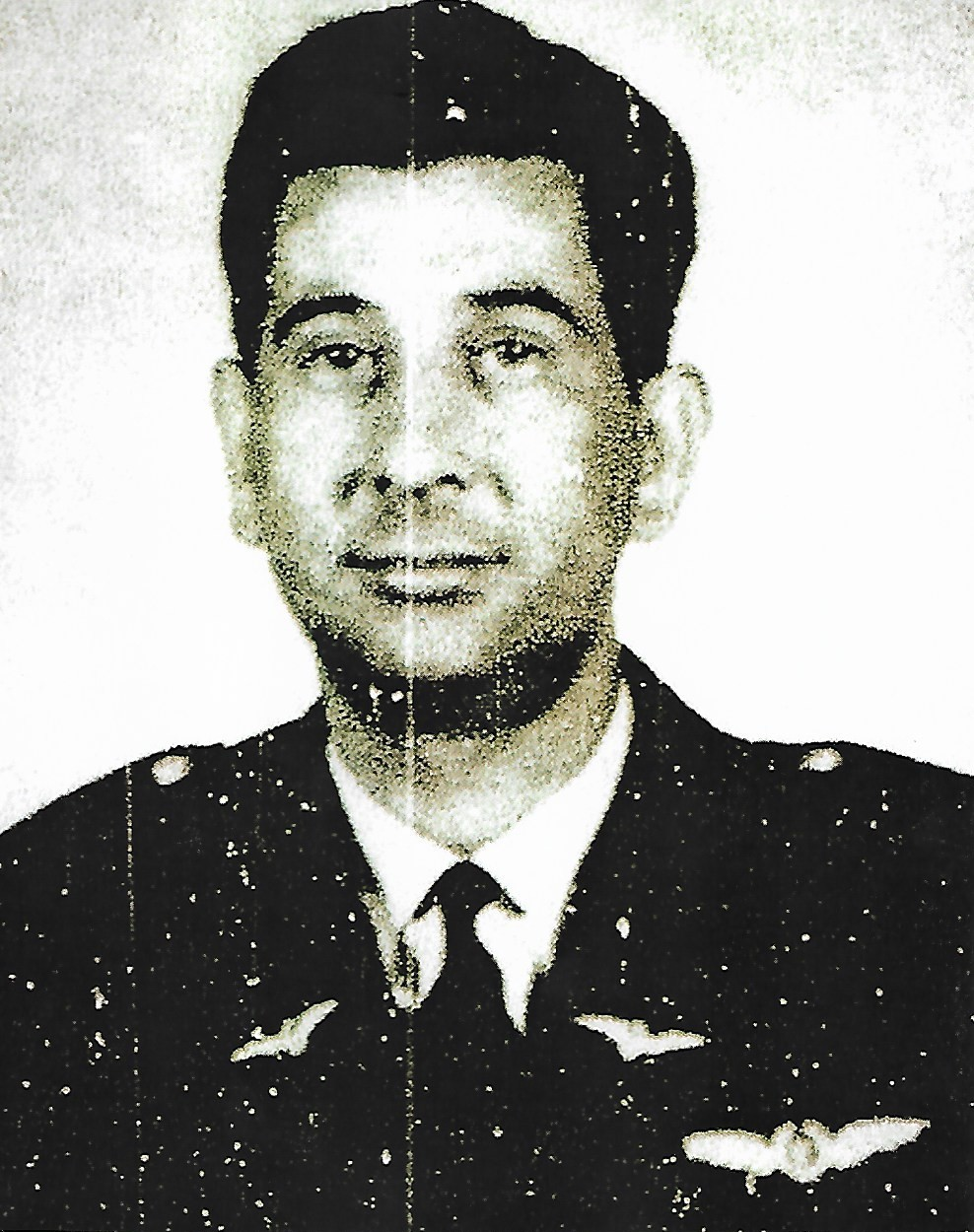
Músico Comandante de Escuadrilla Abdón Pizarro Quezada

El Capitán Pizarro compuso numerosos himnos y marchas para la Fuerza Aérea como; 
-el Himno del círculo de suboficiales en retiro "Alas de Amistad"
- himno de la academia politécnica aeronáutica 
- himno del Grupo N°12 y la marcha T-34 , dedicada a los futuros pilotos de guerra. 
La Banda de Concierto junto al coro de la Escuela de Aviación grabaron el long play La legión de las nubes de 1974 que incluía los himnos de las distintas unidades de la institución. Pizarro y sus músicos se presentaron en masivos conciertos a lo largo de Chile y también en televisión, como en el programa La feria de las sorpresas, feliz domingo de Canal 13 en 1977. 
En 1978 la Fuerza Aérea entrega las nuevas dependencias de la Jefatura de Bandas en la Base Aérea el Bosque, con oficinas administrativas y salas de ensayo acondicionadas. Abdón Pizarro Quezada alcanzó el grado de Comandante de Escuadrilla y se acogió a retiro en 1979.

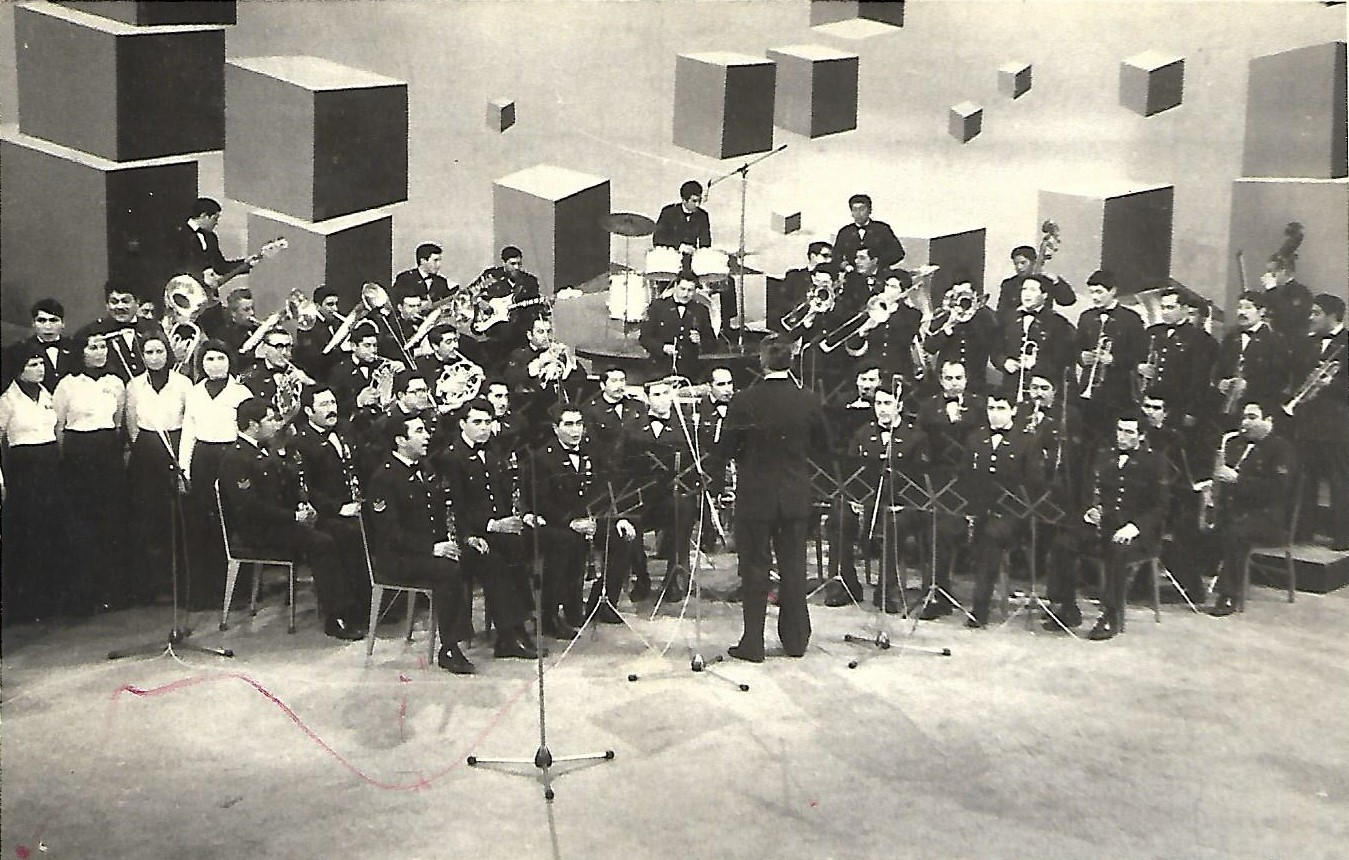
Banda de Conciertos de la Fuerza Aérea de Chile, década de 1970

El mismo año el comandante en jefe de la época General del Aire Fernando Matthei Aubel ordena la contratación del director musical de la banda de la policía alemana teniente coronel Arthur Max Rosin, con el fin de reorganizar y convertir esta unidad en un conjunto de divulgación cultural de alto nivel. La Banda de Concierto ahora cambiaría de nombre a "Banda Sinfónica de la Fuerza Aérea de Chile".

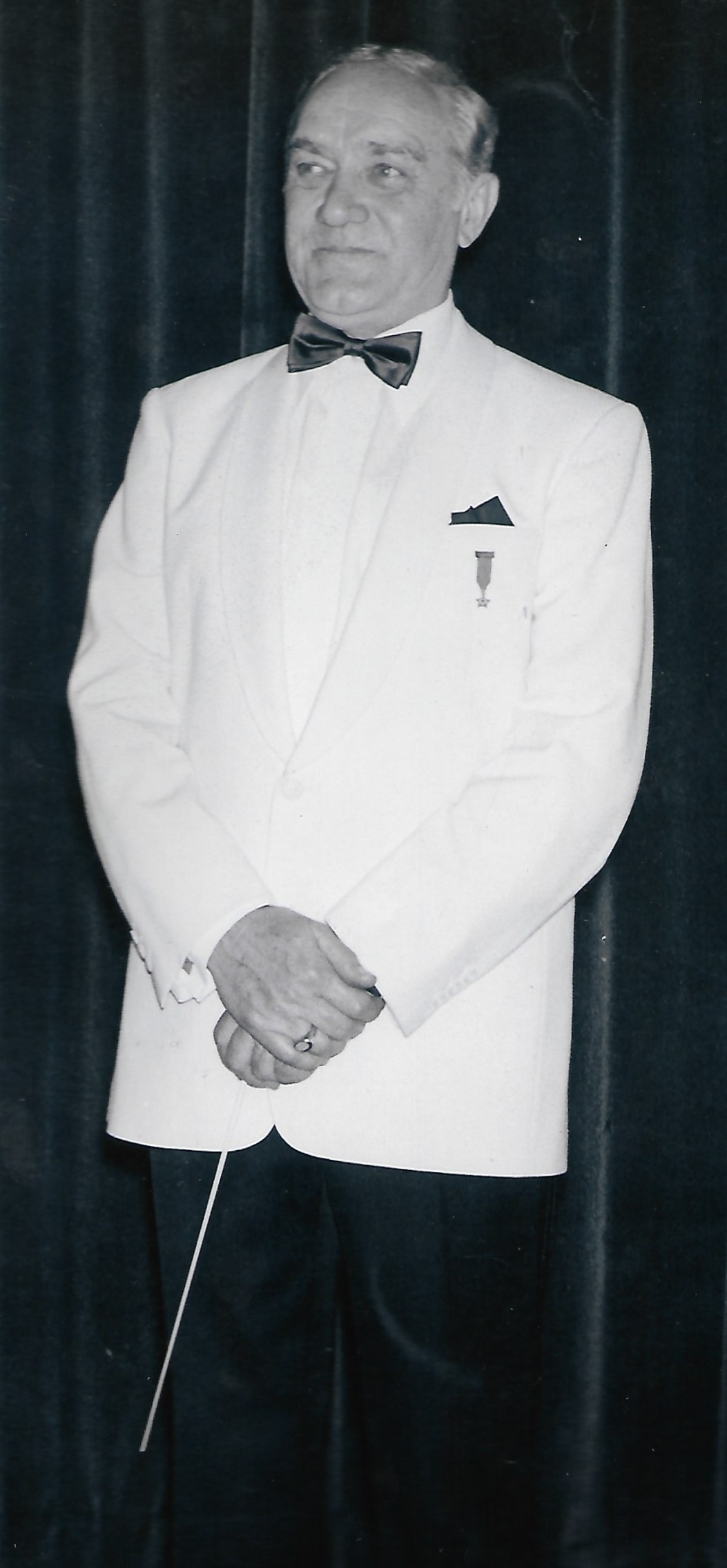
Director Musical Arthur Max Rosin

Sus hitos más destacados fueron, la gira nacional "Presencia de Chile"en 1981, una gira internacional a Paraguay en 1983, la grabación de 4 long play institucionales, y uno de los acontecimientos más importantes fue la inauguración de las Semanas Musicales de Frutillar en 1982, máximo encuentro de música docta en Latinoamérica, hecho que se ha mantenido cada año hasta la actualidad. Rosin dirigió la Banda Sinfónica hasta el año 1983, volviendo a su país de origen, Alemania.

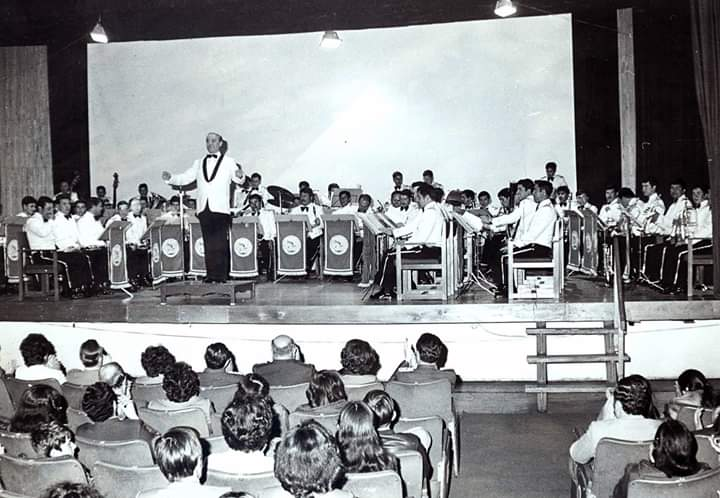
Banda Sinfónica de la Fuerza Aérea de Chile, década de 1980

En agosto de ese mismo año asume la dirección el músico trompetista, Teniente Mario Valdés Gómez. 

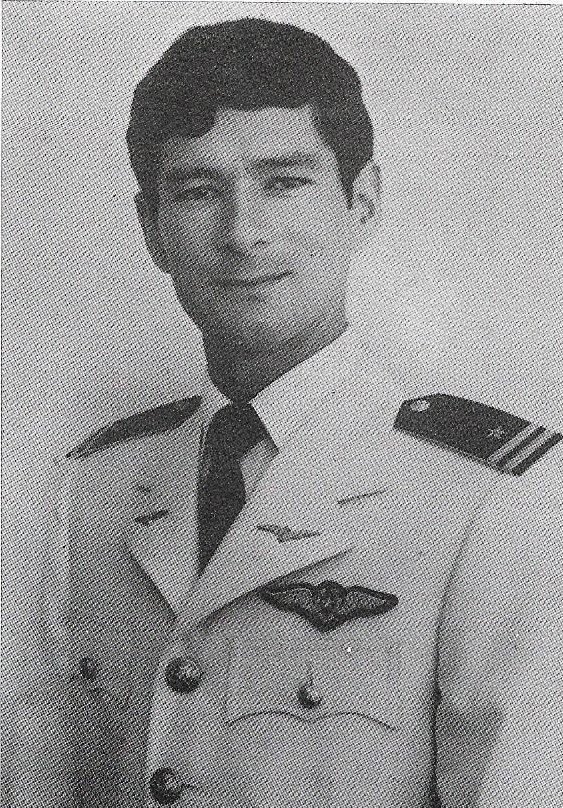
Director Musical Teniente Mario Valdés Gómez

Entre sus hechos más relevantes estuvo la gira internacional a Ecuador y la transmisíón de un concierto por cadena nacional en 1985. Valdés es enviado por la institución a la escuela de música de la Real Fuerza Aérea Británica por el periodo de un año donde obtiene el certificado de"Band Master" en 1989, año que toma el mando como comandante de la Jefatura de Bandas. Este director alcanza el grado de Comandante de Grupo y se acoge a retiro en el año 2003.

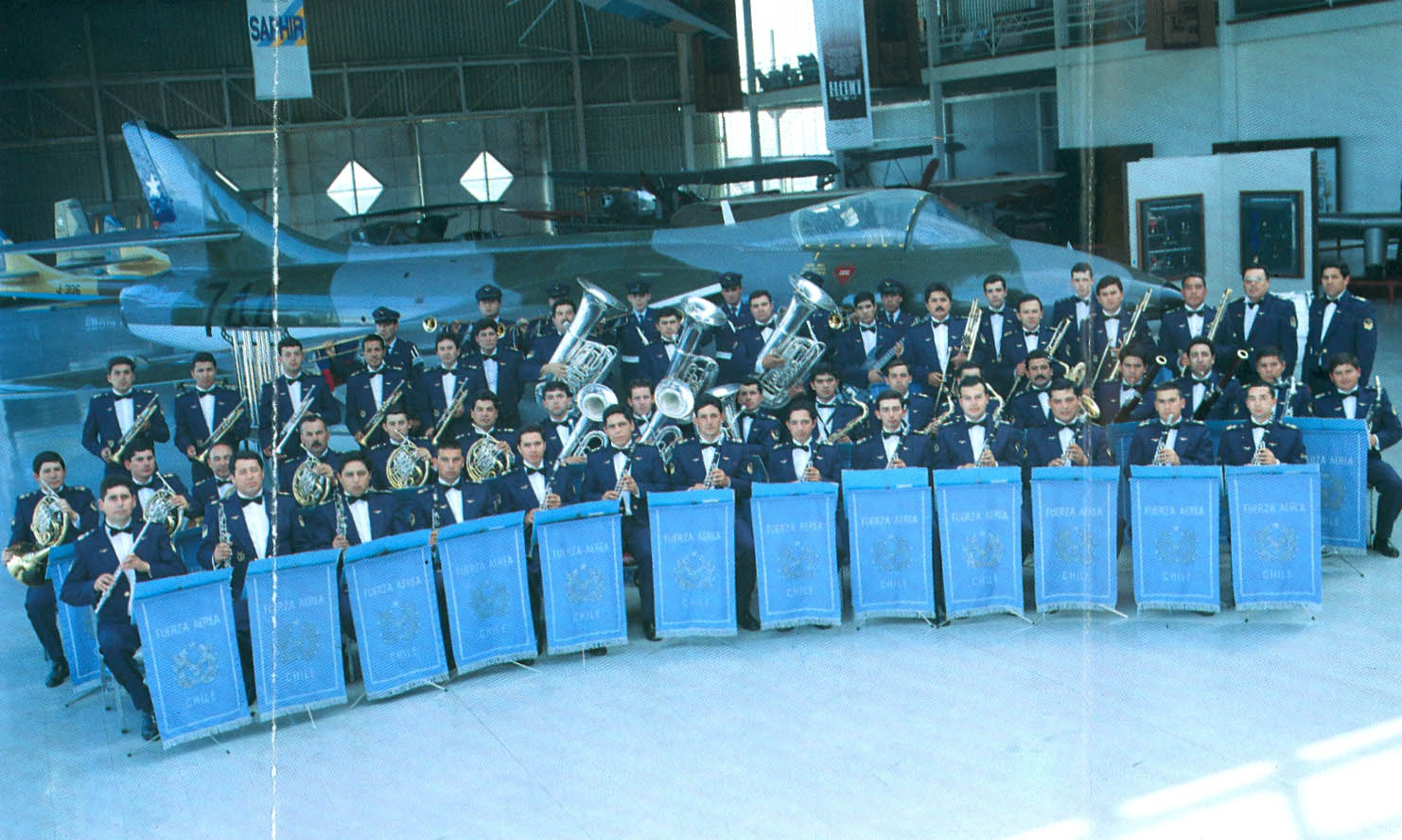
Banda Sinfónica de la Fuerza Aérea de Chile, década de 1990.

Entre el año 2003 y 2004 toma la dirección de la Banda Sinfónica el músico oboísta Suboficial Luis Lobos Valenzuela, quien logró preparar a sus músicos para la trigésima sexta versión de las semanas musicales de frutillar en muy poco tiempo, manteniendo el nivel de esta gran agrupación y recibiendo excelentes críticas por parte de la organización y alto mando institucional. Lobos se acoge a retiro en el año 2008. 

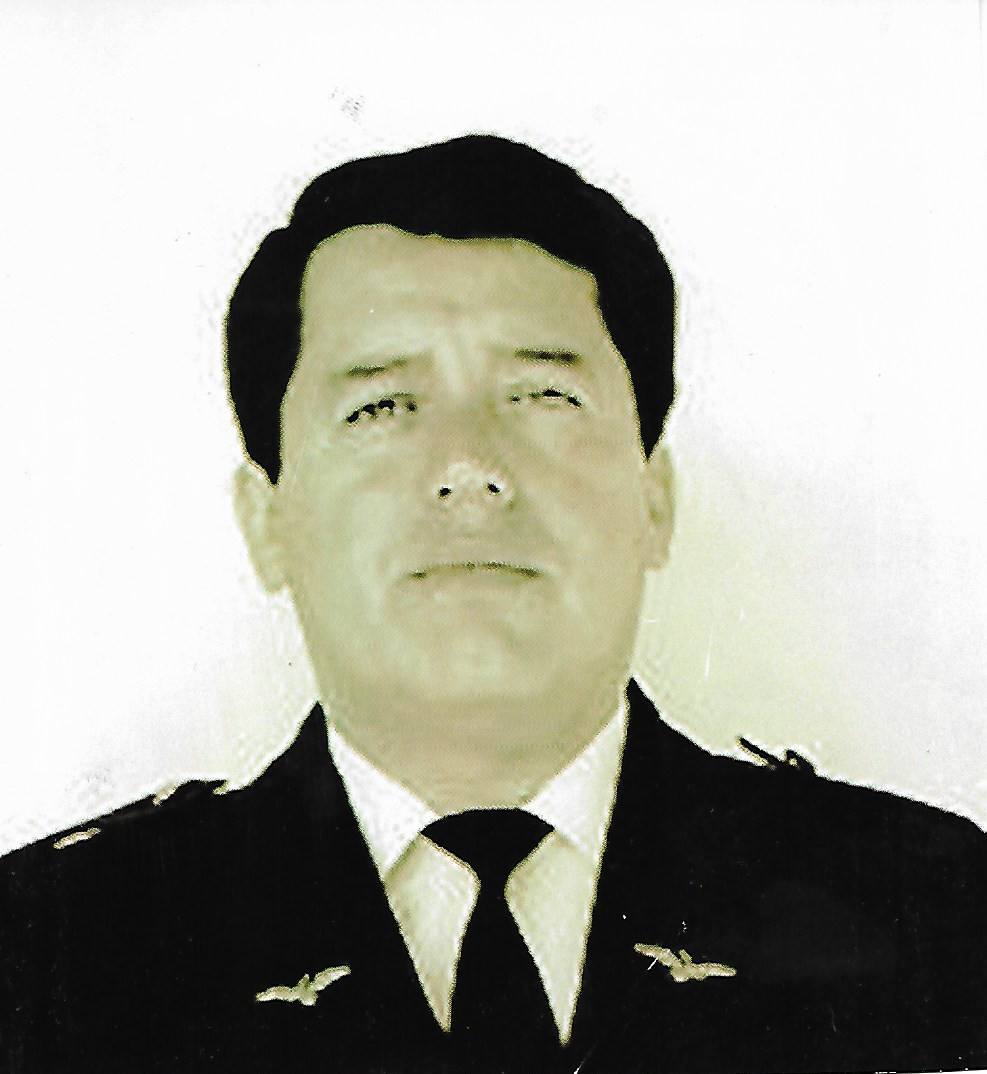
Músico Suboficial Luis Lobos Valenzuela

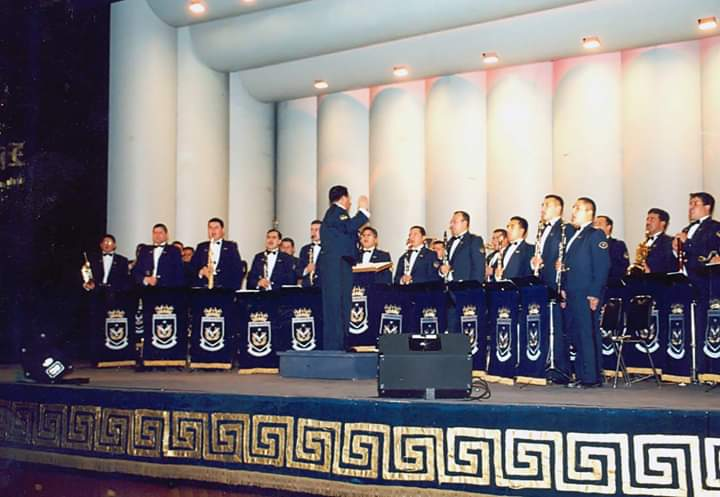
Banda Sinfónica de la Fuerza Aérea de Chile, año 2003

El año 2004 se llama a concurso público para ocupar el cargo de director musical de la Banda Sinfónica, quedando con el puesto Don Fabrizzio de Negri Murillo siendo su director hasta la actualidad.

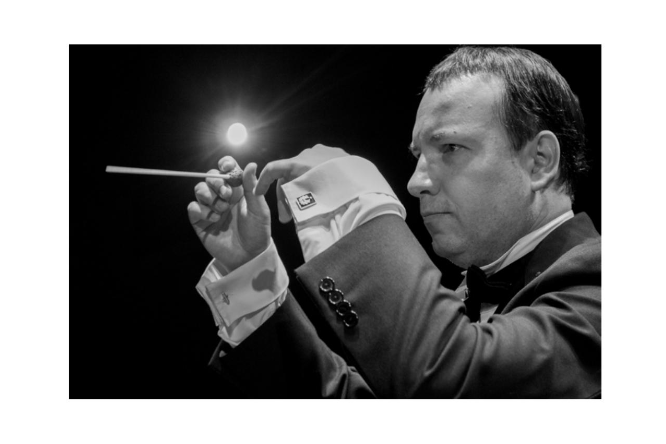
Director Musical Fabrizzio De Negri Murillo

De Negri innovó al incluir elementos multimedia, generalmente en la musicalización de películas. Durante este periodo, la Banda Institucional ha logrado mantener su profesionalismo y prestigio como una de las mejores agrupaciones musicales del país. 
Entre sus presentaciones destaca el estreno de "Halcones", obra creada por Fabrizzio De Negri, sincronizando acrobacias y música, presentada en vivo junto a la escuadrilla de alta acrobacia en el lago Llanquihue en enero del 2009.
En el año 2006 se designa al suboficial Manuel Miranda Troncoso como director musical de la BIG BAND, quien renovó su repertorio y la llevó a realizar conciertos y festivales de Jazz, dentro y fuera de Chile.

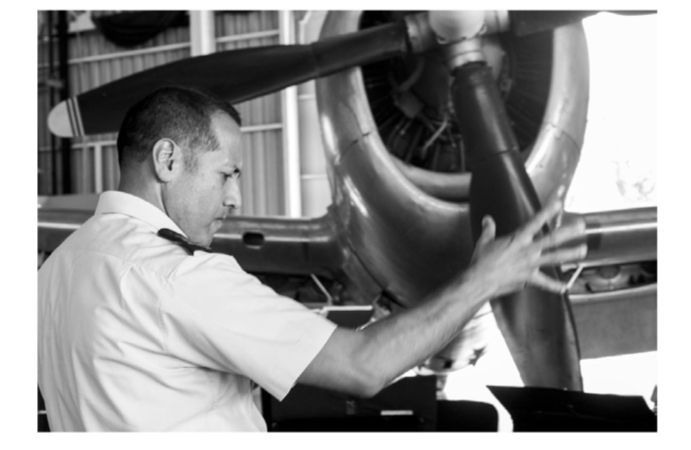
Director Musical Suboficial Manuel Miranda Troncoso

A partir de 2025, es designado como nuevo director musical de la Big Band el Suboficial Álvaro Cárdenas Triviño, quien destaca en su trayectoria como solista en trompeta de la Banda Sinfónica y sus estudios superiores en el mismo instrumento.

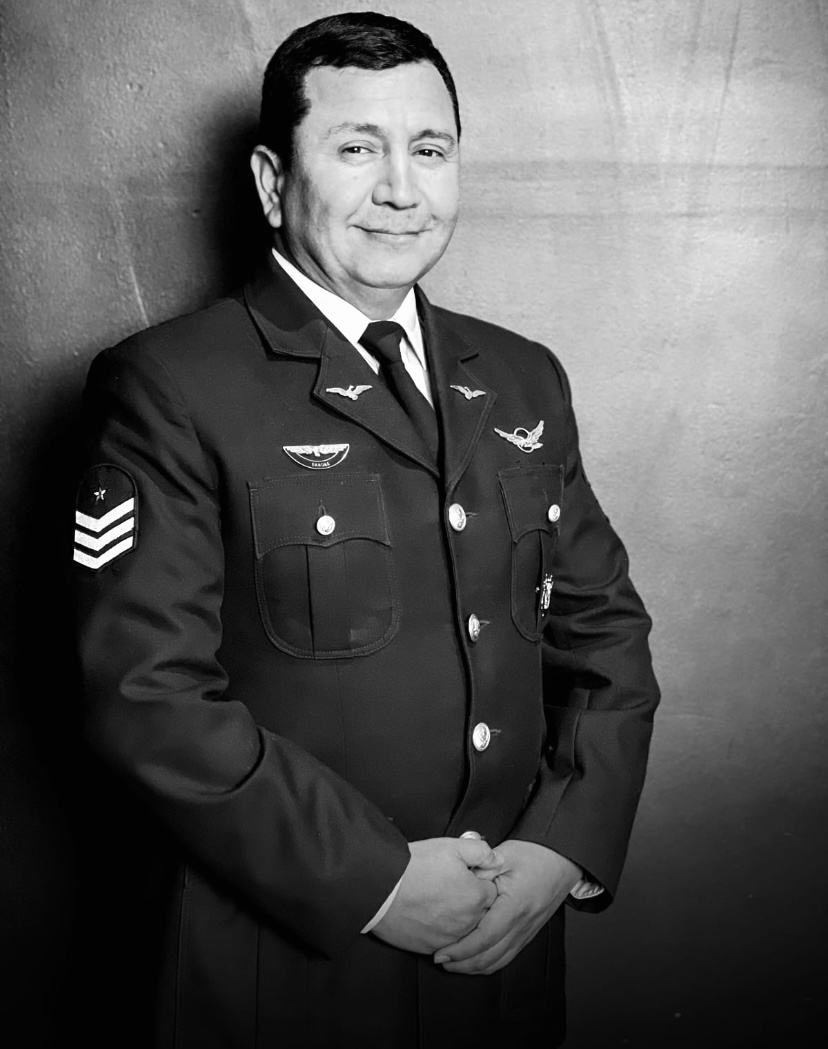
Director Musical Suboficial Álvaro Cárdenas Triviño.

Sus 22 integrantes reúnen mayormente a los músicos de la Banda Sinfónica e interpretan clásicos del jazz como Benny Goodman y Glenn Miller,  grandes éxitos de la música pop de los años 50’, como Elvis Presley y el sonido de las big bands modernas como la Big Phat Band.
Sin duda alguna, uno de los factores que hacen que la Banda FACH sea aclamada en cada concierto es su versatilidad y calidad, capaz de transitar a través de repertorios de música clásica y de temas populares con la facilidad que solo los expertos conocen. 
La Banda de la Fuerza Aérea de Chile ha proyectado la imagen de la Institución a través de sus múltiples presentaciones, entregando, no solo cultura, sino que también alegría y diversión a la comunidad. Ciudades, pueblos, municipios y colegios son solo parte del numeroso público que tras cada presentación ovaciona a sus integrantes.
Hoy la Escuadrilla de Bandas de la Fuerza Aérea De Chile es una unidad con tradición, sólida y profesional, lo que le permite conformar tanto las bandas militares de las escuelas matrices de la institución, como la Banda Sinfónica, Big Band, Quintetos y el formato Tattoo Militar, con el cual ha tenido grandes presentaciones a nivel nacional e internacional.